# Weddinghofen
Weddinghofen ist seit dem 1. Januar 1966 ein Stadtteil von Bergkamen.

## Lage
Weddinghofen grenzt unmittelbar westlich an Bergkamen-Mitte. Im Süden liegt Methler, im Westen Oberaden und im Norden Heil.
Der Stadtteil liegt an der Landesstraße 664 und der Kreisstraße 9; die Bundesstraße 61 tangiert den Ort im Südwesten. Die Bundesautobahn 2 verläuft südlich des Ortskerns. Die Anschlussstelle Kamen/Bergkamen liegt auf Weddinghofer Gebiet.

## Geschichte
Erwähnenswert ist das Gut Haus Velmede. 1153 bestätigte Papst Eugen III. dem Kloster Cappenberg den Besitz eines Hofes in Velmede, das seit dem Jahre 1636 Sitz eines Teils der Familie von Bodelschwingh ist, der im 19. Jahrhundert zwei preußische Minister und auch Pfarrer Friedrich von Bodelschwingh der Ältere, der Gründer der Krankeneinrichtungen in Bethel bei Bielefeld, entstammten.
Ende des 19. Jahrhunderts erreichte auch der Ruhrbergbau die Gemeinde. 1890 wurde der erste Schacht für das spätere Bergwerk Zeche Monopol Schacht Grimberg 1/2 abgeteuft. Durch den hohen Arbeitskräftebedarf des Bergbaus kam es Mitte des 20. Jahrhunderts dementsprechend zu einem starken Bevölkerungsanstieg. Im Stadtteil selbst befanden sich die Schächte Grimberg 3 (Kuckuck) und 4 (später Haus Aden 4) sowie Grillo 3 (Kiwitt) der Zeche Monopol.
Die Bergbaugeschichte in Weddinghofen endete 1995 mit der Schließung von Schacht Grimberg 4. Nachdem die letzten Tagesanlagen 2003 abgerissen wurden, liegt ein größeres Areal brach, welches zukünftig als Wohnquartier mit Kindergarten und Gesundheitshaus genutzt werden soll.

### Einwohnerentwicklung
| Jahr | Einwohner |
| ---- | --------- |
| 1849 | 0.356     |
| 1890 | 0.437     |
| 1895 | 0.542     |
| 1900 | 0.625     |
| 1905 | 0.716     |
| 1910 | 0833      |
| 1912 | 0.840     |
| 1931 | 0.825     |
| 1938 | 0.927     |
| 1946 | 1.699     |
| 1956 | 5.035     |
| 1960 | 6.453     |

| Jahr | Einwohner |
| ---- | --------- |
| 1987 | 09.519    |
| 2000 | 10.188    |
| 2001 | 10.338    |
| 2002 | 10.377    |
| 2003 | 10.306    |
| 2004 | 10.242    |
| 2005 | 10.212    |
| 2006 | 10.211    |
| 2007 | 10.182    |
| 2008 | 10.082    |
| 2009 | 09.935    |
| 2010 | 09.815    |

| Jahr | Einwohner |
| ---- | --------- |
| 2011 | 09.729    |
| 2012 | 09.630    |
| 2013 | 09.657    |
| 2014 | 09.666    |
| 2015 | 10.110    |
| 2016 | 10.053    |
| 2017 | 10.052    |
| 2018 | 09.972    |
| 2019 | 09.994    |
| 2021 | 09.919    |
| 2022 | 12.238    |

## Politik

### Wappen
Blasonierung:  „In Silber (Weiß) ein in drei Reihen je sechsfach geteilter in Schwarz und Gold (Gelb) geschachter Balken; darüber drei und darunter zwei schwarze aufrechte schwebende Weizenähren.“
Das erst 1959 entstandene Gemeindewappen zeigt eine Kombination von märkischen Schachbalken (als Zeichen der früheren Zugehörigkeit zur Grafschaft Mark) und dem Wappen der beiden Familien von Velmede, das eine Wappen zeigt in Silber einen in drei Reihen von Schwarz und Silber geschachten Schrägbalken und das andere in Silber zehn Kornähren.

## Bildung, Sport und Freizeit
In Weddinghofen gibt es mit der Pfalzschule eine Grundschule, mehrere Kindertagesstätten sowie das Kinder- und Jugendhaus BALU. Die Heide-Hauptschule wurde 2013 geschlossen. Das Städtische Gymnasium Bergkamen liegt ebenfalls im Stadtteil Weddinghofen. Außerdem befindet sich auf dem Gelände des ehemaligen Schachts Grimberg 3/4 in der ehemaligen Bergbaufachschule ein Berufskolleg der TÜV Nord Bildung gGmbH (früher RAG Bildung). Zukünftig plant die Projektgesellschaft FAKT Bildungsstätten GmbH, hier kooperative Bildungsmaßnahmen anzubieten und die vorhandenen Gebäude weiterzuentwickeln.
Sportliche Aktivitäten in vielen Bereichen bieten zahlreiche Vereine an. Darüber hinaus beherbergt der Stadtteil in der Freizeitstätte „Im Häupen“ ein Frei- und Wellenbad, eine Eislaufhalle sowie einen Sportplatz. Mit dem VfK Weddinghofen e. V. hat Weddinghofen seit 1920 einen Fußballverein mit mehreren Mannschaften, welcher zeitweise in der Bezirks- und Landesliga spielte.
Das Naturschutzgebiet Mühlenbruch um das Gut Velmede mit einem Friedhof der Familie von Bodelschwingh, der Hauptfriedhof Bergkamen und der Jubiläumswald sind bedeutende Parkanlagen im Stadtteil Weddinghofen. Der Kuhbach- und Sesekeradweg kreuzen weiterhin als bedeutende Radwege den Stadtteil.